# Góra Świętego Marcina

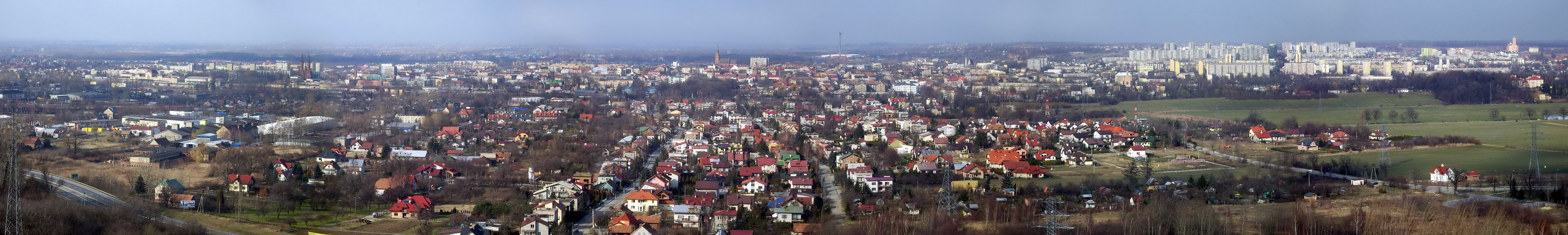
Panorama Tarnowa z Góry św. Marcina

Góra Świętego Marcina (384 m n.p.m.) – wzgórze położone na południowy wschód od centrum Tarnowa, częściowo w jego granicach administracyjnych. Stanowi północną krawędź progu Pogórza Karpackiego.
Nazwa góry (popularnie nazywanej Marcinką) pochodzi od zabytkowego kościoła św. Marcina w obecnej wsi Zawada, będącego najstarszą świątynią parafialną Tarnowa i jego najbliższych okolic. Góra św. Marcina leży w zlewni rzeki Białej, ostro załamując się nad jej doliną. Jej północny stok znajduje się w granicach administracyjnych Tarnowa, szczyt i łagodnie opadający stok południowy zajmują zabudowania Zawady. W pobliżu szczytu wzgórza niedaleko kościoła znajduje się nadajnik naziemny, należący do operatora EmiTel.
Stok północny porośnięty jest lasem wyżynnym, mieszanym, w którym dominującymi gatunkami są: dąb, buk i jesion (buczyna karpacka). Występuje tam też bluszcz pospolity, a z przedstawicieli fauny spotykamy m.in. kilka gatunków dzięciołów, borsuki, sarny i lisy. Las ten, do 1944 roku własność prywatna książąt Sanguszków, wszedł następnie w posiadanie Lasów Państwowych, a w 1963 roku został skomunalizowany. Obecnie jest jednym z miejskich parków i stanowi zaplecze rekreacyjne dla mieszkańców Tarnowa. Na terenie lasu wytyczono sieć ścieżek pieszych i rowerowych, znajduje się tam też plac zabaw dla dzieci, a poniżej krawędzi lasu – basen kąpielowy.
W wyniku badań archeologicznych, prowadzonych na zachód od szczytu Góry św. Marcina w latach 1939, 1963–1969 oraz 1978–1986, odkopano pozostałości gotyckiego zamku, zbudowanego w I połowie XIV w. przez Spytka z Melsztyna. Zamek zbudowano na nieregularnym, owalnym planie z basztą od strony zachodniej. Podzielony był na dwie części: rezydencjalną i gospodarczą, rozdzielone wykutym w skale rowem, nad którym wzniesiono most zwodzony. Na zamku znajdowała się kaplica pw. Nawiedzenia NMP, poświęcona w 1331 roku. W czasie najazdu węgierskiego w 1441 roku zamek został zdobyty i zniszczony. Odbudował go kasztelan krakowski Jan Amor Tarnowski (junior) w poł. XV wieku. Hetman wielki koronny Jan Tarnowski przebudował w I połowie XVI w. rodową rezydencję w stylu renesansowym. Od końca XVI w. zamek przechodził kolejno w ręce rodów Ostrogskich, Zasławskich, Zamoyskich, a następnie Sanguszków. W XVII w. rozpoczęto jego rozbiórkę.
W latach 80. XX w. odkryto na terenie wzgórza również pozostałości grodziska wczesnośredniowiecznego z X–XI wieku.